# طائر الجنة ملك ساكسونيا
طائر الجنة ملك سكسونيا (الاسم العلمي Pteridophora alberti)، طائر من فصيلة طائر الجنة. هو العضو الوحيد في جنس
رَمَّاح (Pteridophora). إنهُ يَستوطن الغابات الجبلية في غينيا الجديدة.